# DIHAG Hasenclever
Die  Dihag Hasenclever GmbH (Eigenschreibweise: DIHAG) (vormals: Eisenwerk Hasenclever + Sohn GmbH) ist eine deutsche Gießerei für Stahlguss (hitzebeständigen Stahlguss und Sonderstahlguss-Legierungen) sowie Eisenguss (Grauguss sowie legierten und unlegierten Kugelgraphitguss) im hessischen Battenberg.
Sie ist Zulieferer für Hersteller sowie Systemlieferanten der Automobilbranche.
Dabei hat sich das Unternehmen auf die Serienfertigung von Abgaskomponenten für Otto-, Diesel- und Hybridmotoren für die Automobilindustrie spezialisiert. Das Unternehmen gehörte zusammen mit dem Eisenwerk Brühl zur ERW-Gruppe.
Anfang November 2023 meldete das Unternehmen Insolvenz an. Im Mai 2024 wurde die Eisenwerk Hasenclever + Sohn GmbH von der DIHAG Holding GmbH übernommen und nachfolgend in DIHAG Hasenclever GmbH umfirmiert.

## Produkte
- Turbinengehäuse für Turbolader für den Einsatz in Turbomotoren
- Lagergehäuse als Abgasturbolader-Komponente
- Abgasmodule wie Auspuffkrümmer und Abgaskrümmer
- Integrierte Module (Integralmodule / Abgaskrümmermodule)
- Lagerdeckel für Kurbelwellen

Darüber hinaus werden Zylinderköpfe für Nutzfahrzeuge, Aggregate und Schiffsmotoren sowie Gussteile für den Maschinenbau gefertigt.

## Herstellungsverfahren
Die Herstellung der Produkte erfolgt in Klein- und Großserienfertigung über unterschiedliche Fertigungsverfahren.
Dadurch können in der Gießerei Stückgewichte in unterschiedlichen Legierungen von wenigen hundert Gramm bis hin zu
500 kg realisiert werden.
Der Stahlguss erfolgt, je nach Größe der zu produzierenden Stahlgussteile, auf der Maskenanlage oder auf der
Kernblockanlage.
Im Jahr 2011 hat die Gesellschaft eine Großserienfertigung von Stahlguss-Turboladegehäusen auf einer getakteten Kübelanlage unter Verwendung von zwei verschiedenen Sandsystemen für die Außen- und Innenkontur aufgebaut. Diese sogenannten Twin-Scroll-Turbolader der neuesten Generation verfügen über zwei Laufräder, die nur durch eine Trennwand getrennt sind. Das Gießen einer solchen Trennwand wurde bis dato weltweit noch nicht in Großserie gefertigt, ist aber für die Funktion dieser Turbolader von entscheidender Bedeutung. Das Unternehmen verfügt über eine betriebseigene Deponie für unbelastete Gießereireststoffe.

## Geschichte
Im Jahr 1773 wurde ein Hammerwerk namens „Auhammer“ am Ufer der Eder im hessischen Battenberg (Eder) gegründet. Dem Hammerwerk wurde im Jahr 1913 eine Eisengießerei angegliedert, was im Jahr 1958 dazu führte, dass das Hammerwerk zu Gunsten des Ausbaus der Gießerei stillgelegt wurde. Das Eisenwerk Hasenclever und das Eisenwerk Brühl GmbH wurden 1964 zusammengeführt, wobei Hasenclever durch das Eisenwerk Brühl übernommen wurde, heute aber wieder als selbständiges Unternehmen agiert.
Im Bereich Eisenguss werden seit 2001 Turbinengehäuse zusätzlich aus hochtemperaturbeständigem Stahlguss gefertigt. Im Jahr 2008 erfolgte eine Neuausrichtung der Gießerei auf Abgaskomponenten für die Automobilindustrie. Seit 2010 erfolgt nun die Großserienfertigung für Stahlguss am Standort in Battenberg.

## Berufsbildung
Neben verschiedenen gewerblich-technischen und kaufmännischen Ausbildungsberufen bietet Hasenclever die Möglichkeit eines dualen Studiums im Bereich Wirtschaftsingenieurwesen. Darüber hinaus können Schüler und Studenten über ein Praktikum oder Ferienjobs verschiedene Berufsfelder kennenlernen.